# Ken Batcher
Kenneth « Ken » E. Batcher, né le 27 décembre 1935 dans le Queens (New York) et mort le 22 août 2019, est un constructeur d'ordinateurs et informaticien américain.

## Biographie
Batcher est d'abord élève de la Brooklyn Technical High School, puis étudie à l'université d'État de l'Iowa où il obtient un Bachelor en 1957. Il obtient un Ph.D. en 1964 à l'université de l'Illinois à Urbana-Champaign en électrotechnique. Pendant 28 ans il travaille comme architecte d'ordinateur pour la  Goodyear Aerospace (en) à Akron (dans la division qui devient la Tactical Defense Systems Division de Lockheed-Martin). De 1989, et jusqu'à son éméritat en  2009, il est professeur d'informatique à l'université d'État de Kent.

## Contributions
Batcher est le constructeur de l'ordinateur MPP Staran de Goodyear. Par ailleurs, il contribue au développement d'algorithmes de tri parallèles sur les réseaux de tri ; c'est lui qui invente le réseau de fusion pair-impair et le réseau de tri bitonique.
L'ordinateur MPP (« Massively Parallel Processor ») a été construit à partir de 1979 par Goodyear pour le Goddard Space Flight Center de la NASA. Il a été livré en 1983 et a été en service de 1985 à 1991. C'était un superordinateur massivement parallèle basé sur le processeur STARAN de Goodyear. Il utilisait un réseau de 128 x 128 processeurs à 1 bit qui opéraient, selon la taxonomie de Flynn, dans le mode Single Instruction Multiple Data (SIMD).
Le calculateur parallèle STARAN (en) de Goodyear, livré en 1972, était composé de 4 x 256 processeurs à 1 bit, avec architecture SIMD et mémoire associative (Content Adressable Memory). Il a été utilisé par exemple dans le Grumman E-2 Hawkeye de Northrop Grumman.

## Prix et récompenses
- 1990 : Prix Eckert-Mauchly
- 2007 : Prix Seymour Cray